# 이한기 (전라북도의원)
이한기(李漢基, 1952년 12월 13일 ~ )은 대한민국의 정치인이다.

## 학력
- 고려대학교 병설 의학기술초급대학 위생과 졸업

## 경력
- 진안JC회장
- 진안축협 이사
- 2006.07 ~ 2010.06: 제5대 진안군의회 의원
- 2010.07 ~ 2014.06: 제6대 진안군의회 의원
  - 2012.07 ~ 2014.06: 제6대 진안군의회 후반기 산업복지위원회 위원장
- 2014.07 ~ 2018.03: 제7대 진안군의회 의원
  - 2014.07 ~ 2016.06: 제7대 진안군의회 전반기 의장
- 2018년 7월 1일 ~ 2022년 6월 30일: 제11대 전라북도의회 의원

## 역대 선거 결과
|  | 16.56% |

|  | 14.49% |

|  | 15.93% |

|  | 78.86% |

|  | 20.19% |